# Shapiro
A Shapiro egy jiddis vezetéknév, ami a németországi Speyer középkori nevéből ered. Bár a szó maga arámi eredetű (sapir (ספיר) - „zafír”).

## Híres Shapiro nevű személyek
- Adam Shapiro, amerikai aktivista
- Alan Shapiro, amerikai költő
- Alan Shapiro, amerikai oktatási reformer
- Alex Shapiro, amerikai zeneszerző
- Ari Shapiro, riporter
- Arthur K. Shapiro, pszichiáter, a Tourette-szindróma felfedezője
- Ascher H. Shapiro, MIT-professzor
- Ben Shapiro, konzervatív kolumnista
- Bernard Shapiro, akademikus
- Beth Shapiro, evolúciós biológus
- Carl Shapiro, (1955-) amerikai közgazdász és matematikus
- Carl J. Shapiro (1913-), bostoni filantróp
- Carol Harris-Shapiro, rabbi
- Chaim Elazar Shapiro, rabbi
- Charles S. Shapiro, amerikai diplomata
- Christian Shapiro, amerikai író
- Darin Shapiro, amerikai wakeboardos
- David Shapiro (1947–2024), amerikai költő
- David Shapiro, amerikai dokumentumfilm-készítő
- David Shapiro
- Ehud Shapiro, tudós
- Elisha Shapiro, amerikai neo-dadaista művész és elnökjelölt
- Ephraim Shapiro, ortodox rabbi
- Eric Shapiro, amerikai író
- Florence Shapiro, amerikai politikus
- Fred R. Shapiro, amerikai szerkesztő
- George Shapiro, amerikai producer
- Harold S. Shapiro, matematika professzor
- Harold T. Shapiro, amerikai egyetemi elnökpresident
- Helen Shapiro, brit énekes
- Ian Shapiro, amerikai politikatudós
- Ilya Piatetski-Shapiro, Wolf-díjas matematikus (1929-2009)
- Irwin I. Shapiro, sztrofizikus
- Israel Shapiro
- Jacob Shapiro, zsidó bűnöző
- James Shapiro,  egyetemi tanár
- James S. Shapiro, a Columbia Egyetem professzora és író
- Jeremy Shapiro
- Jeremy J. Shapiro
- Jim Shapiro, zenész
- Joel Shapiro
- Jonathan Shapiro, dél-afrikai politikai karikaturista
- Justine Shapiro
- Karl Jay Shapiro, amerikai költő
- Laurie Gwen Shapiro, amerikai regényíró és filmkészítő
- Lee Shapiro, amerikai filmkészítő
- Linda Hopkins Shapiro
- Mark Shapiro, a Cleveland Indians baseball csapat menedzsere
- Meir Shapiro, ortodox rabbi
- Mendel Shapiro
- Meyer Shapiro
- Michael Shapiro, amerikai szinkronszínész
- Michael G. Shapiro
- Michael J. Shapiro
- Neal Shapiro
- Paul Shapiro
- Peter Shapiro, brit újságíró
- Rashi Shapiro, ortodox rabbi
- Refael Shapiro, ortodox rabbi
- Robert Shapiro, sztárügyvéd
- Robert Shapiro (chemist), amerikai kémikus
- Robert B. Shapiro, CEO Monsanto, CEO NutraSweet
- Robert J. Shapiro, közgazdász
- Robert H. Shapiro, amerikai kémikus
- Sam Shapiro
- Saul Shapiro
- Sidney Shapiro
- Stanley J. Shapiro
- Steve Shapiro, amerikai zenei producer
- Stewart Shapiro, filozófus
- Ted Shapiro
- Theodore Shapiro
- William Shapiro, kormányzóhelyettes